# Neuville ma belle

Neuville ma belle est un film suisse de Mae Kelly réalisé en 1984 et sorti en 1987 en France.

## Fiche technique
- Réalisation : Mae Kelly
- Musique : Damien White
- Pays de production :  Suisse
- Genre :  Comédie à sketches
- Durée : 90 minutes
- Date de sortie en salles:
  - France : 19 août 1987

## Distribution
- Robert Dalban
- Raymond Loyer
- Moustache
- Bernard Musson
- Christian Marin

## Autour du film
- Dernier film (posthume) sorti au cinéma de Robert Dalban, mort le 3 avril 1987 à Paris.